# Jan Kazimír Falcko-Simmernský
Jan Kazimír Falcko-Simmernský (německy: Johann Casimir von Pfalz-Simmern, 7. března 1543, Simmern – 16. ledna 1592, Heidelberg) byl rýnský falckrabí z rodu Wittelsbachů, mladší syn falckého kurfiřta Fridricha III. Falckého a významná osoba nizozemské revoluce. Mezi lety 1583–1592 působil jako regent na místě nezletilého synovce Fridricha IV. Falckého. Byl přesvědčený kalvinista.

## Život
Jan Kazimír Falcko-Simmernský se narodil 7. března 1543 v Simmern do rodiny falckého kurfiřta Fridricha III. a jeho manželky Marie Braniborsko-Kulmbašské. Právě díky své matce byl spřízněný i s rodem Jagellonců.
Roku 1564 se Jan Kazimír ucházel o anglickou královnu Alžbětu I. a přes skotského diplomata Jakuba Melvilla z Halhill jí poslal svůj portrét. Nicméně, Alžběta o něj neprojevila zájem. O čtyři roky později, 26. listopadu 1568, se zasnoubil s šestnáctiletou Alžbětou Saskou, dcerou Augusta Saského a Anny Dánské. Svatba se konala v Heidelbergu 6. června 1570. Sňatek byl čistě politický; Jan Kazimír díky němu chtěl rozšířit kalvinismus i v saských zemích. I proto bylo manželství nešťastné a Jan Alžbětu držel i v domácím vězení. V tomto vězení nakonec v dubnu 1590 i zemřela.
Od března 1571 až do roku 1581 bydlel Jan Kazimír v Kaiserslauternu. Roku 1576 zemřel jeho otec Fridrich III., který ve své závěti stanovil, aby Falc zůstala kalvinistická. Starší bratr Jana Kazimíra Ludvík VI. zdědil většinu Falce včetně Heidelbergu, sám Jan Kazimír dostal jen město Kaiserslautern a jeho blízké okolí. Na rozdíl od svého otce Fridricha Ludvík podporoval luteránství, ke kterému sám konvertoval a začal jej, navzdory přání otce, podporovat i ve Falci. V rámci těchto snah z heidelberské univerzity vykázal všechny profesory, kteří se odmítli přihlásit k luterství (mezi nimi byl například Zacharias Ursinus). Někteří z nich přijali pozvání Jana Kazimíra a odešli do Neustadtu an der Haardt, kde působili na akademii zv. Casimirianum, kterou v roce 1578 Jan Kazimír za účelem zachování kalvinisticky orientovaného vzdělání založil.
Jan Kazimír byl v kontaktu s Robertem Dudleyem, 1. hrabětem z Leicesteru, a jeho synovcem Philipem Sidneym. Právě Philip Sidney byl vyslán královnou Alžbětou, aby prověřil situaci protestantů ve zbytku Evropy a měl tak pomoci i se založením protestantské ligy. Roku 1576 Jan Kazimír dorazil do Francie po boku čtyř tisíc vojáků a Jindřich III. Francouzský z něj na několik měsíců udělal vévodu d'Etampes. Jan Kazimír Anglii navštívil jen jednou, v roce 1579, kdy jménem Spojených provincií usiloval o finanční podporu od královny Alžběty.
Po smrti svého bratra Ludvíka VI. v roce 1583 převzal poručnictví nad svým synovcem, budoucím kurfiřtem Fridrichem IV., a na jeho místě vládl až do roku 1592 v celé Falci, přičemž de facto vykonával všechny kompetence náležející kurfiřtovi. Obnovil autoritu reformované konfese a Heidelberského katechismu a na heidelberskou univerzitu povolal zpět kalvinisticky orientované učence, což vzápětí vedlo k velkému rozkvětu této vzdělávací instituce a k přílivu zahraničních studentů, kteří v některých letech tvořili až polovinu všech inskribovaných. V důsledku toho však Casimirianum v Neustadtu po pouhých šesti letech činnosti zaniklo. V zámku nad Heidelbergem nechat postavit obří sud na víno, který je dnes turistickou atrakcí a nese jeho jméno. Jan Kazimír zemřel jako osmačtyřicetiletý 16. ledna 1592 v Heidelbergu a byl pohřben v tamním kostele svatého Ducha.

## Potomci
Manželství Jana Kazimíra a Alžběty bylo nešťastné především kvůli náboženským neshodám. Jan nakonec držel Alžbětu v domácím vězení, kde roku 1590 zemřela. Mezitím ale porodila šest dětí, jen tři ale přežily první dny a vdavek se dožila jen jediná dcera.
- syn (*/† 15. září 1573)
- Marie (26. července 1576 – 22. února 1577), zemřela v dětství
- Alžběta (5. května 1578 – 27. října 1580), zemřela v dětství
- Dorota (6. ledna 1581 – 18. září 1631), ⚭ 1595 Jan Jiří I. Anhaltsko-Desavský (9. května 1567 – 24. května 1618), kníže Anhaltsko-desavský
- dcera (*/† 28. února 1584)
- dcera (*/† 2. února 1585)